# Biserica de lemn din Pitești-Valea Rea

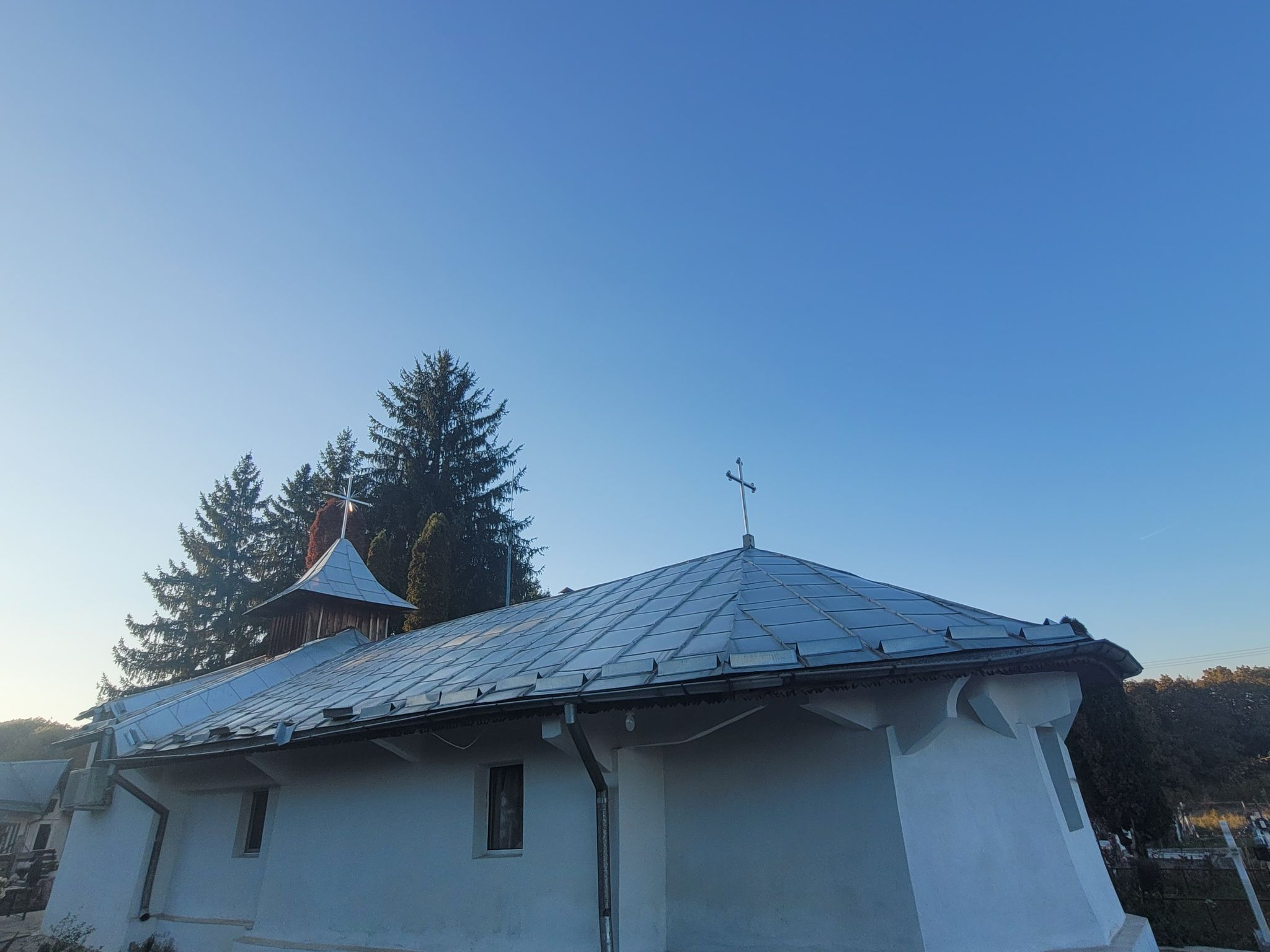

Biserica de lemn din Pitești-Valea Rea, cu hramul Sfântul Dumitru și Sfântul Nicolae, situată la capătul vestic al str. Balotești, este cel mai vechi lăcaș de cult păstrat în fostul sat Valea Rea, din actualul cartier Găvana al părții de nord-vest a municipiului Pitești. Potrivit legendelor locale, biserica de lemn a fost un popas de credință și liniște pentru marele voievod Mircea cel Bătrân în calea spre ctitoriile sale de la Cotmeana și Cozia, lăcașul de cult intrând astfel în istoria multiseculară a Țării Românești. După o renovare recentă care i-a determinat pierderea valorii de monument istoric.

## Istorie
Tradiția orală locală, asociază începuturile bisericii cu domnia marelui voievod Mircea cel Bătrân care ar fi construit aici, în anul 1402, în mijlocul pădurii Trivale, biserica uni schit unde poposea spre magnifica ctitorie a sa ecleziastică de pe Olt, Mănăstirea Cozia. Subliniem că în cartierul Găvana din municipiul Pitești, există strada Schitului, vechiul drum al schitului care făcea legătura cu drumul Pitești-Curtea de Argeș și cu alt drum vechi de pe platoul din dealul nord-vestic, numit Drumul Cotmenei sau Drumul din Plaiul Oii.
Cu certitudine însă, biserica de lemn a fost edificată (sau reedificată din materialul lemnos rezultat prin demolarea bisericii anterioare) în a doua jumătate a secolului al XVIII-lea de către Hagi Țenea și cupețul piteștean Martin Buliga.
In Catagrafia Eparhiei Argeș la 1824», se menționează elemente informaționale referitoare la biserica din Valea Rea: Sf. Dimitrie, biserică de lemn, moșie megieșească, făcută de Martin Buliga cu Hagi Tenea. Preot: Drăgușin; diacon Costandin (43 ani)". Catagrafia din anul 1808 înregistra, ca slujitori ai bisericii, pe preotul Nedelea și diaconul Visan. In anul 1898, s-a construit pridvorul de latura vestică, potrivit informației incluse în pisania monumentului: s-a renovat, adăugându-i-se amvonul de zid". 
Pe tabloul «Eroii Neamului, Comuna Gavana. 1916-1918», sunt nominalizati eroii din localitate căzuți în cursul Primului Război Mondial.
Reparații ample la temelie, tâmplărie și pardoseală au fost efectuate în anul 1945, concomitent cu repictarea biserici de către zugravul bisericesc" M. Păunescu.
Biserica a fost puternic afectată în urma seismului din 4 martie 1977 când atât cât zidurile din pridvor, cât și tencuiala bolții au fost fisurate. Practica suprapunerii, pe iconostas, a icoanelor împărătești noi peste vechile icoane, practică moștenită de la înaintași", a fost interzisă, în urma controlului efectuat, in mai 1977, de către specialiștii Oficiului județean Argeș pentru patrimoniul cultural national, intrucât s-a constatat că starea de conservare a icoanelor suprapuse se degradase in zona contactului direct cu vechile icoane aflate intr-un proces avansat de macinare.

## Imagini

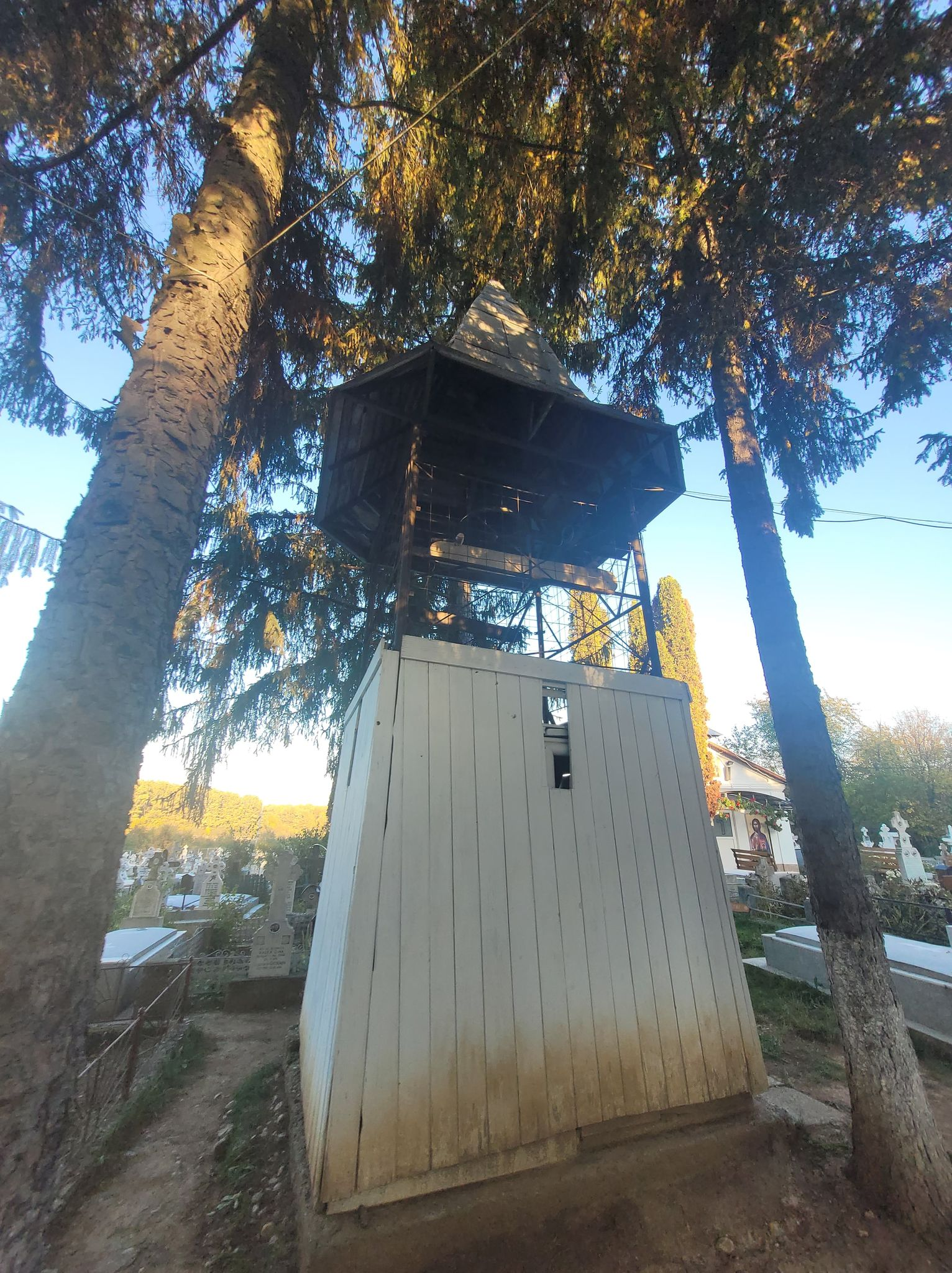
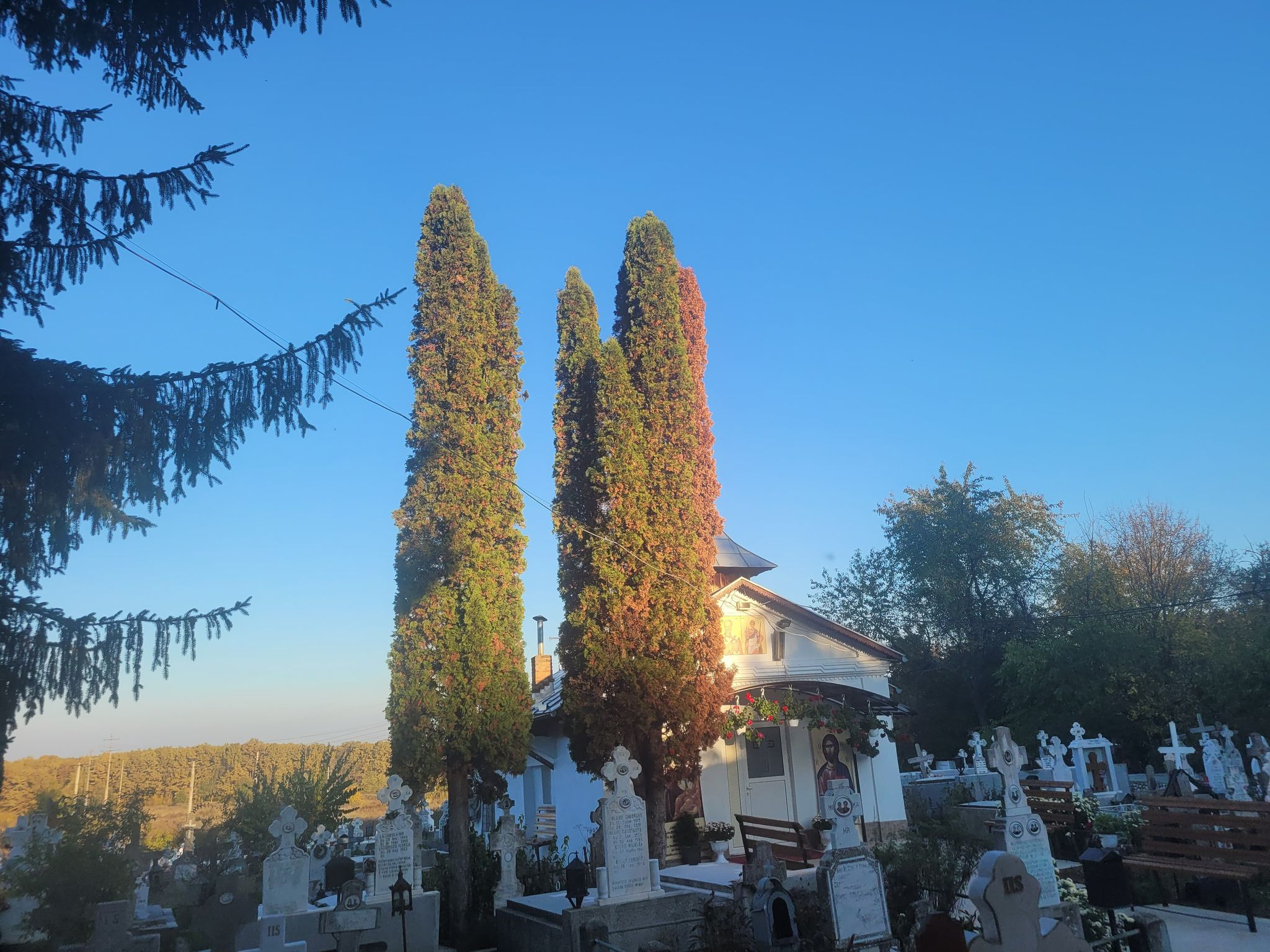
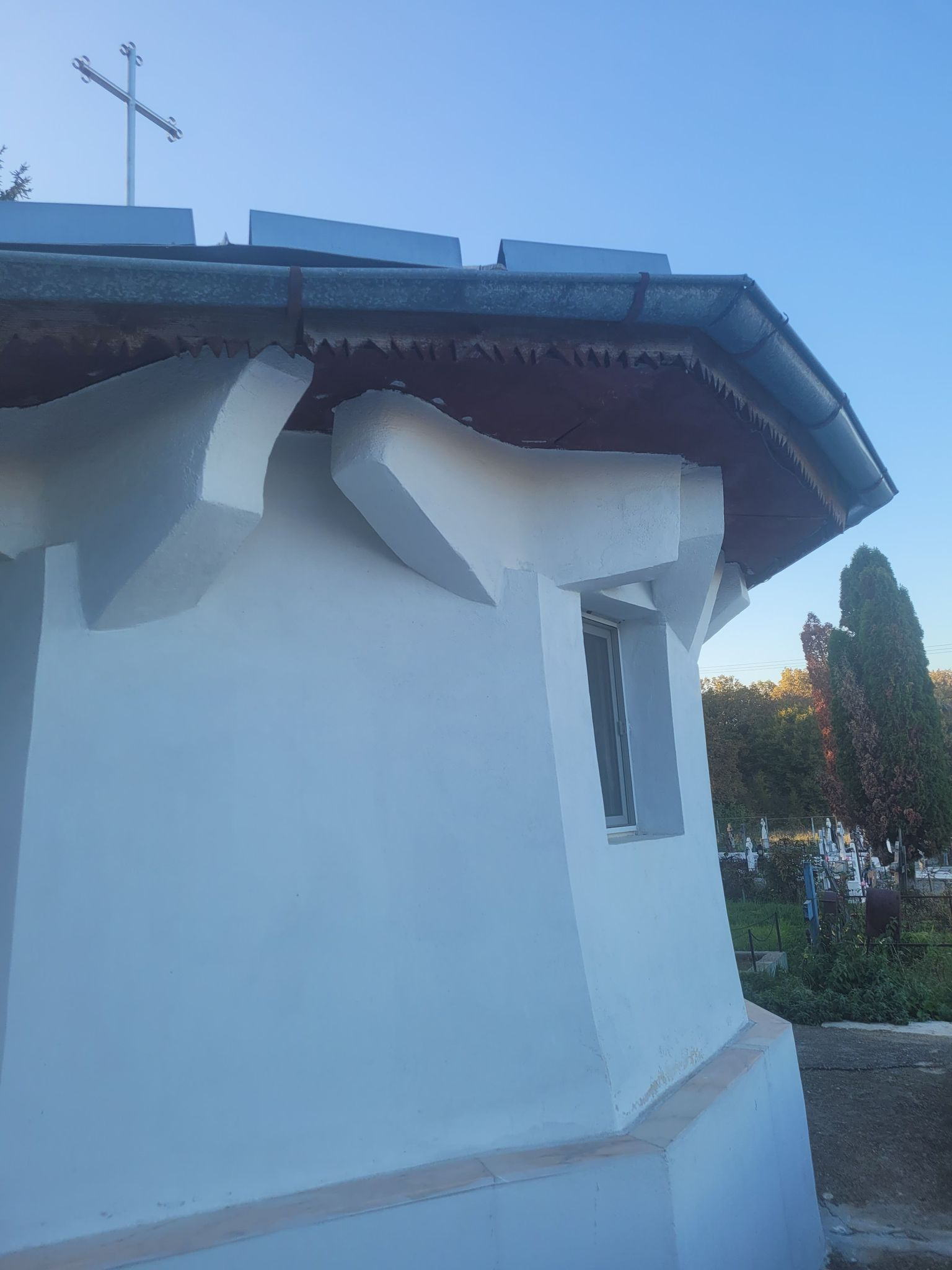
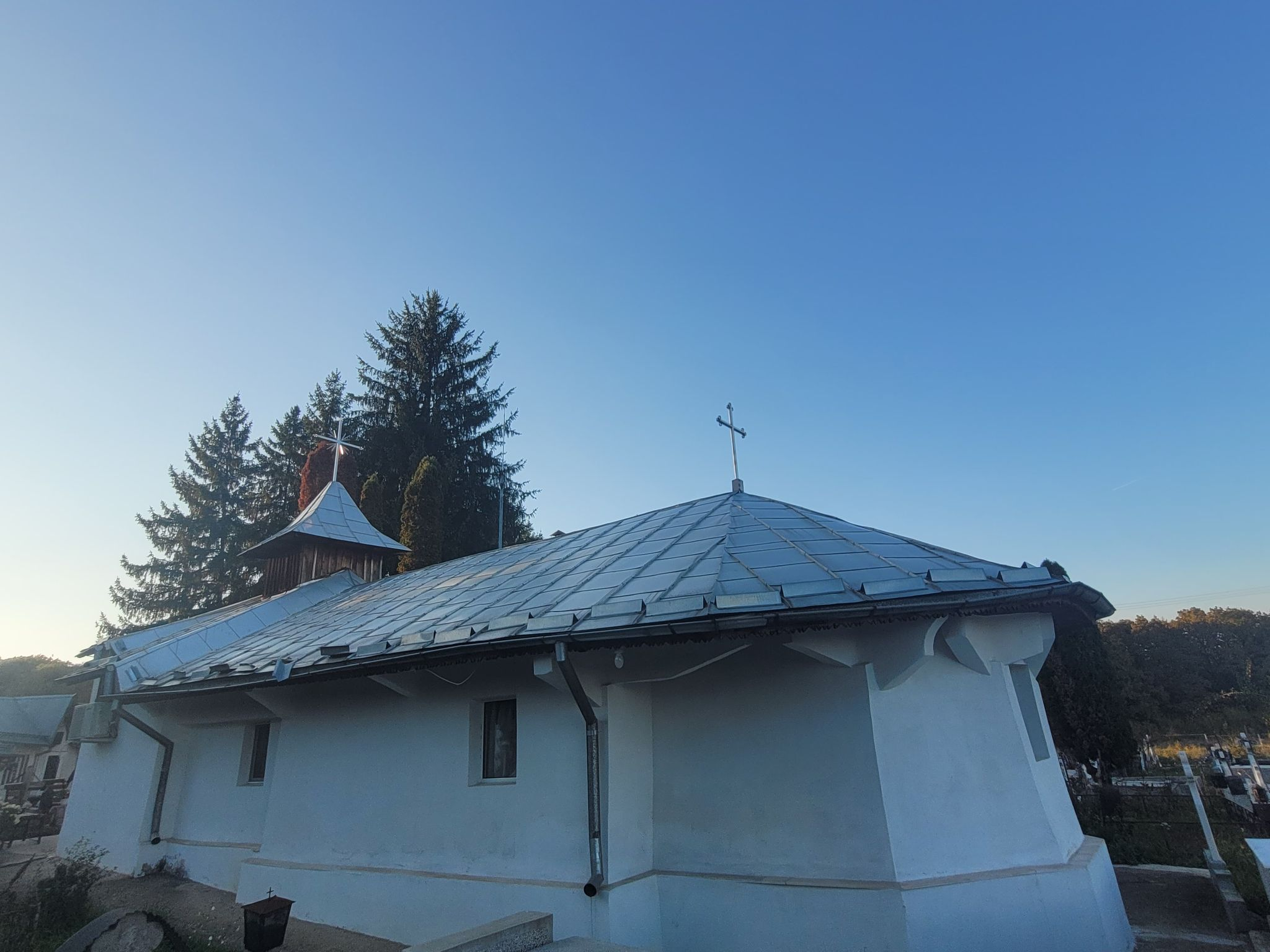
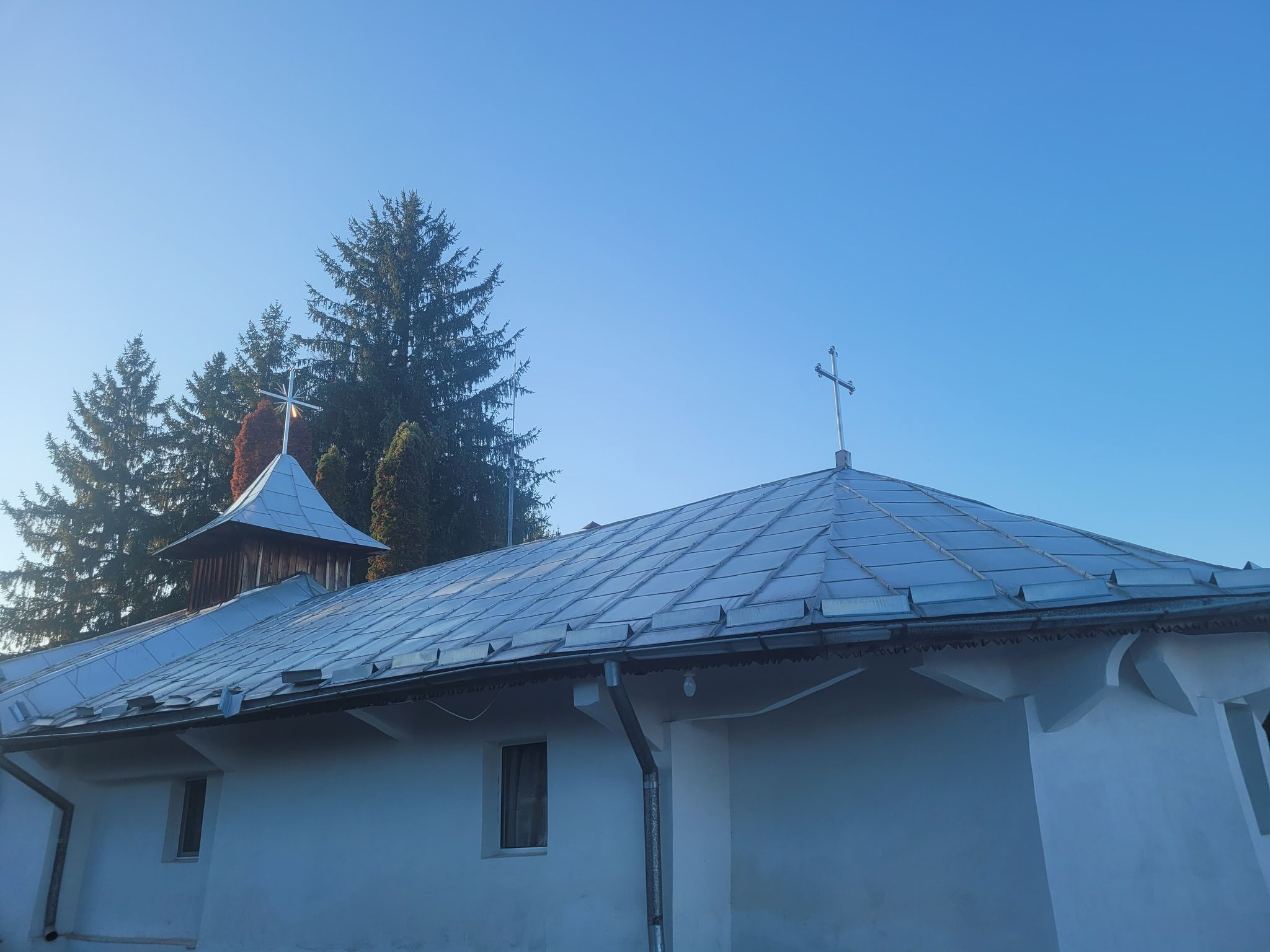
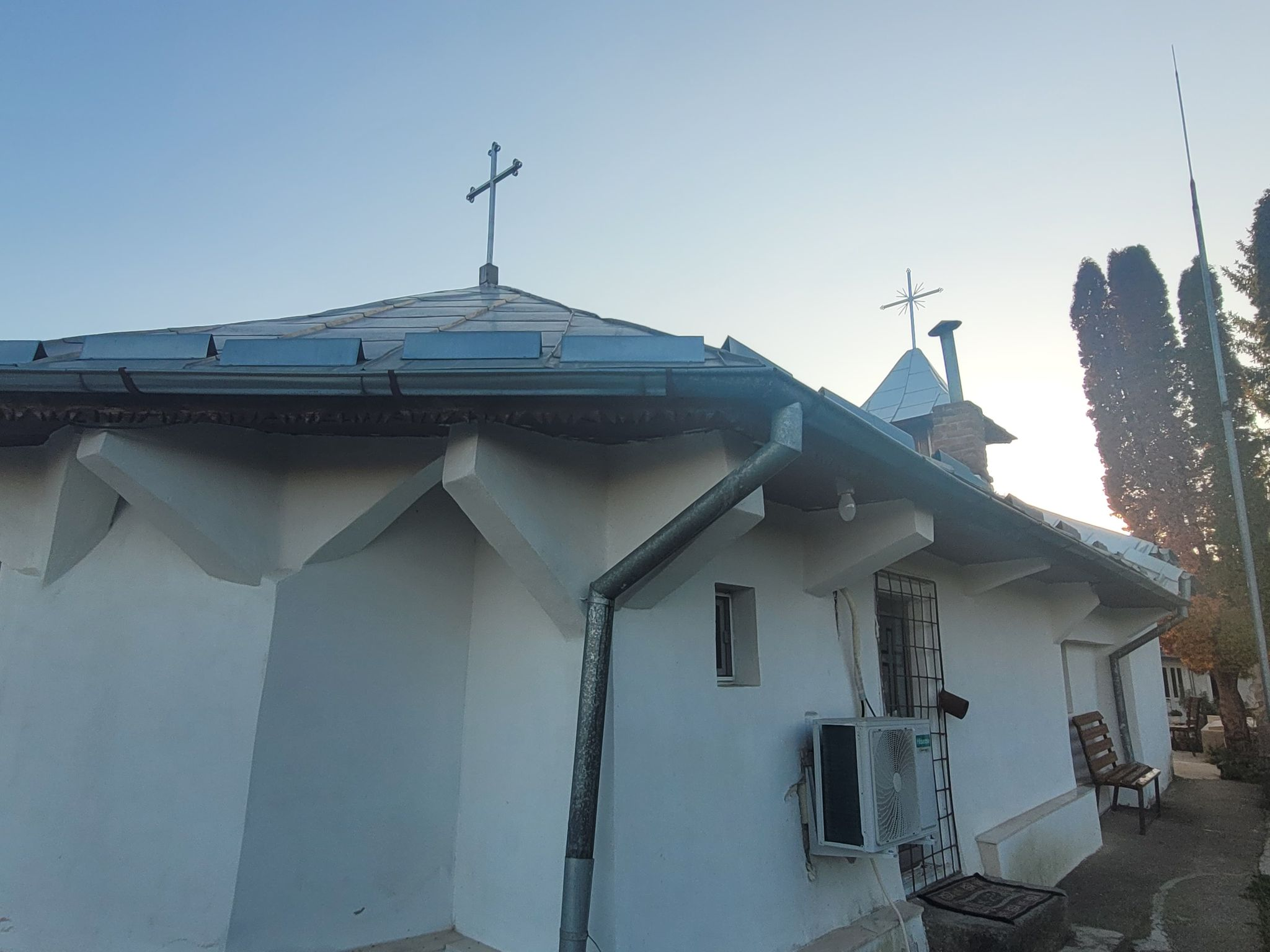
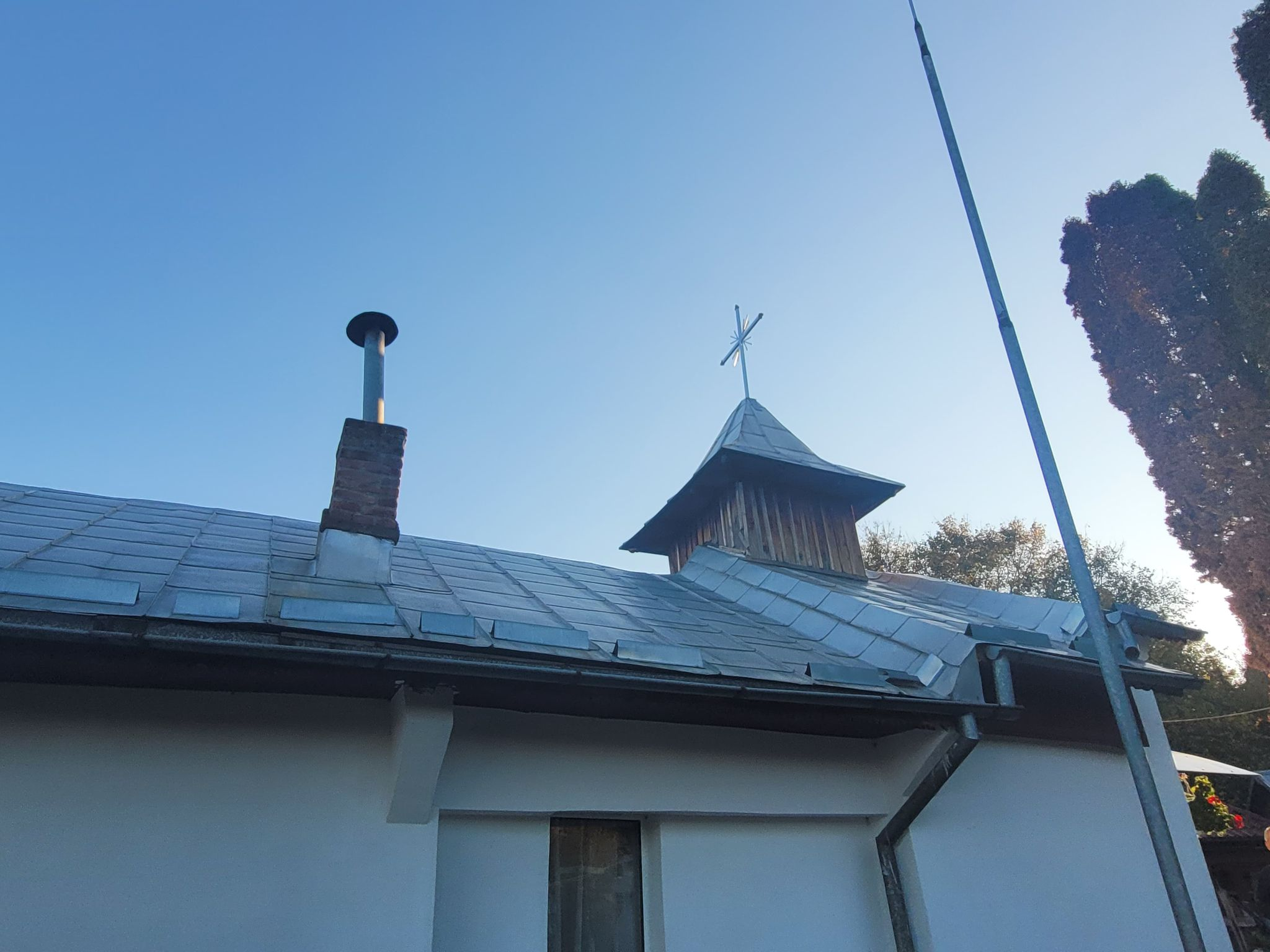
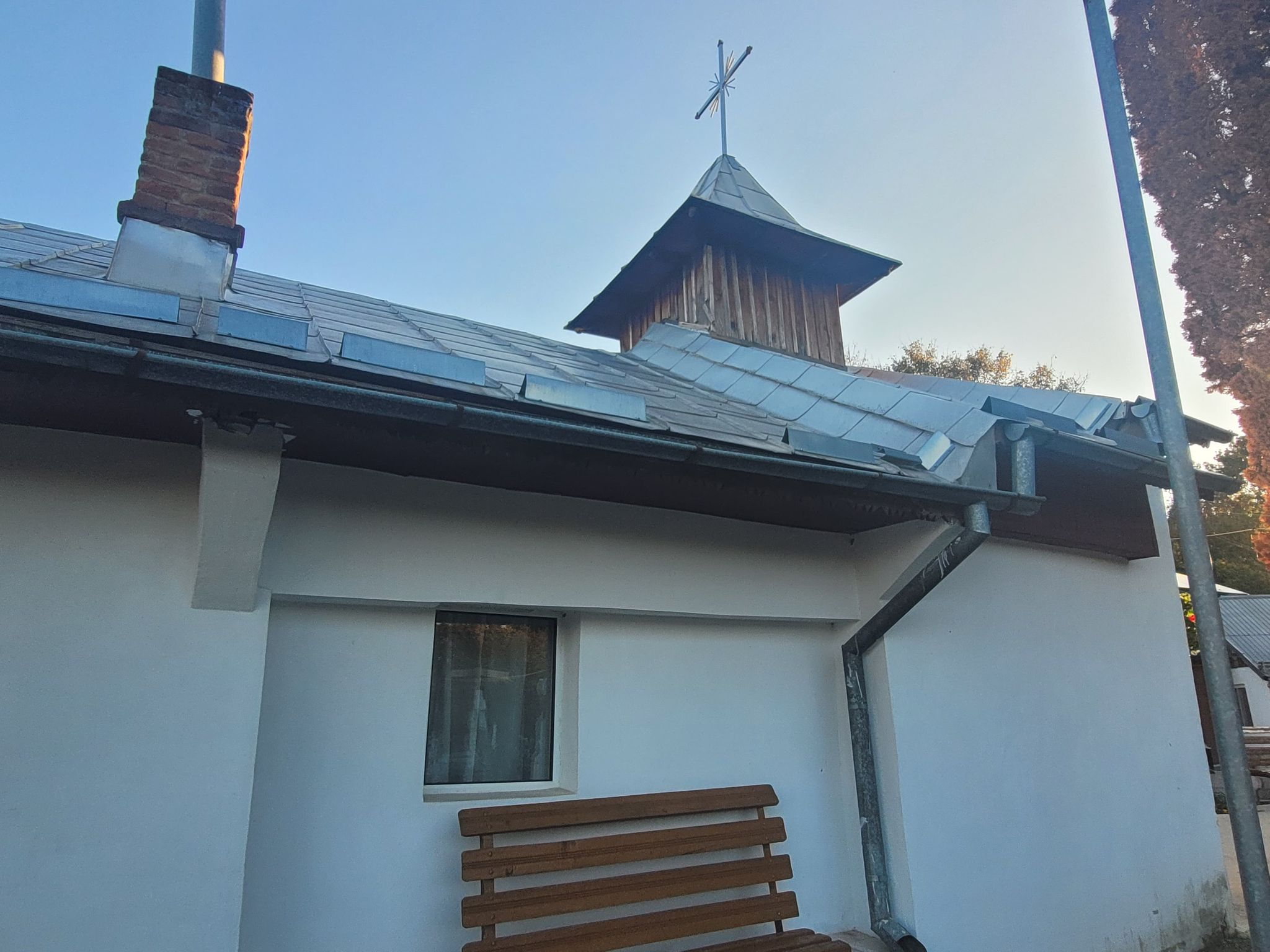
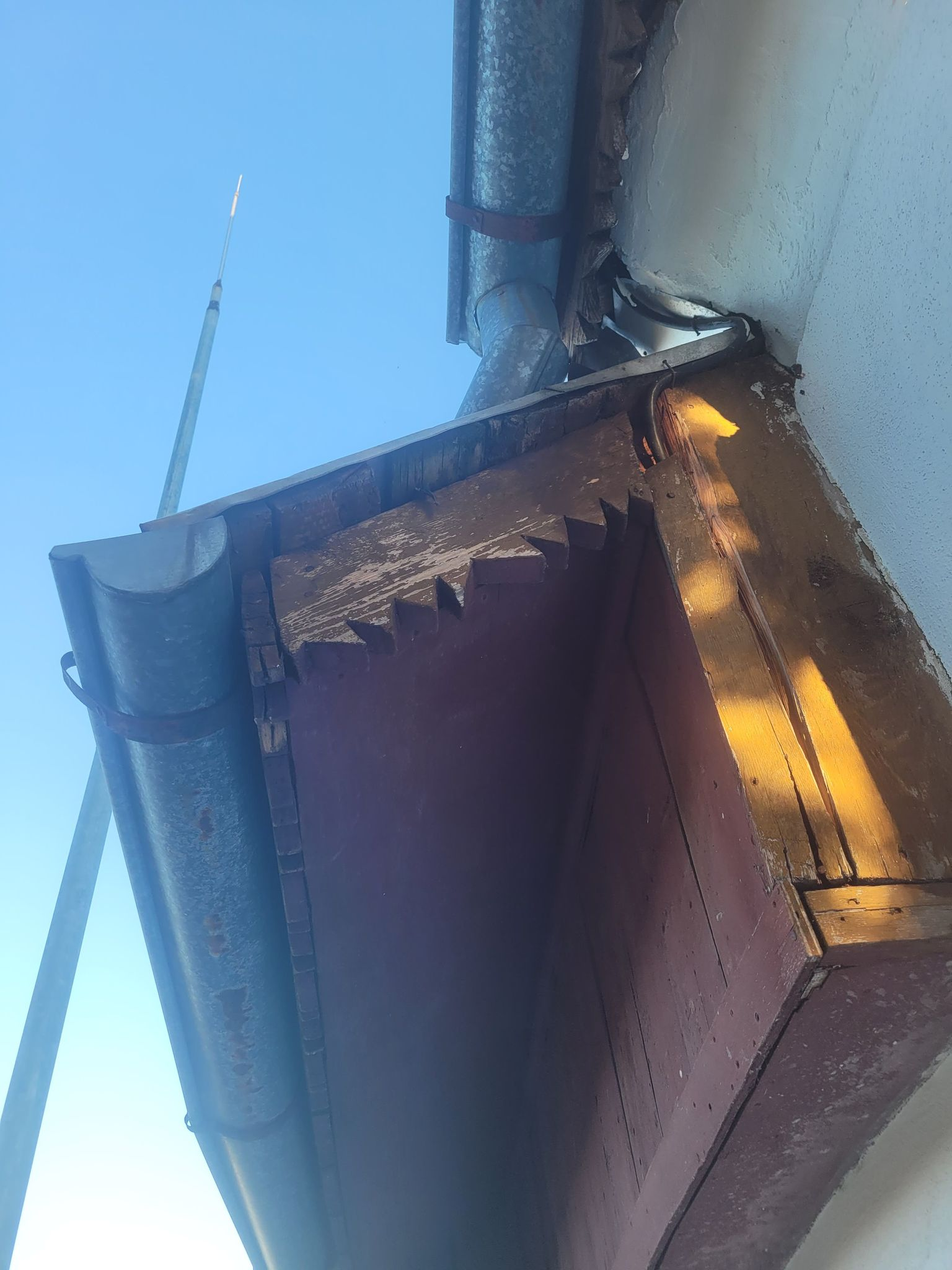
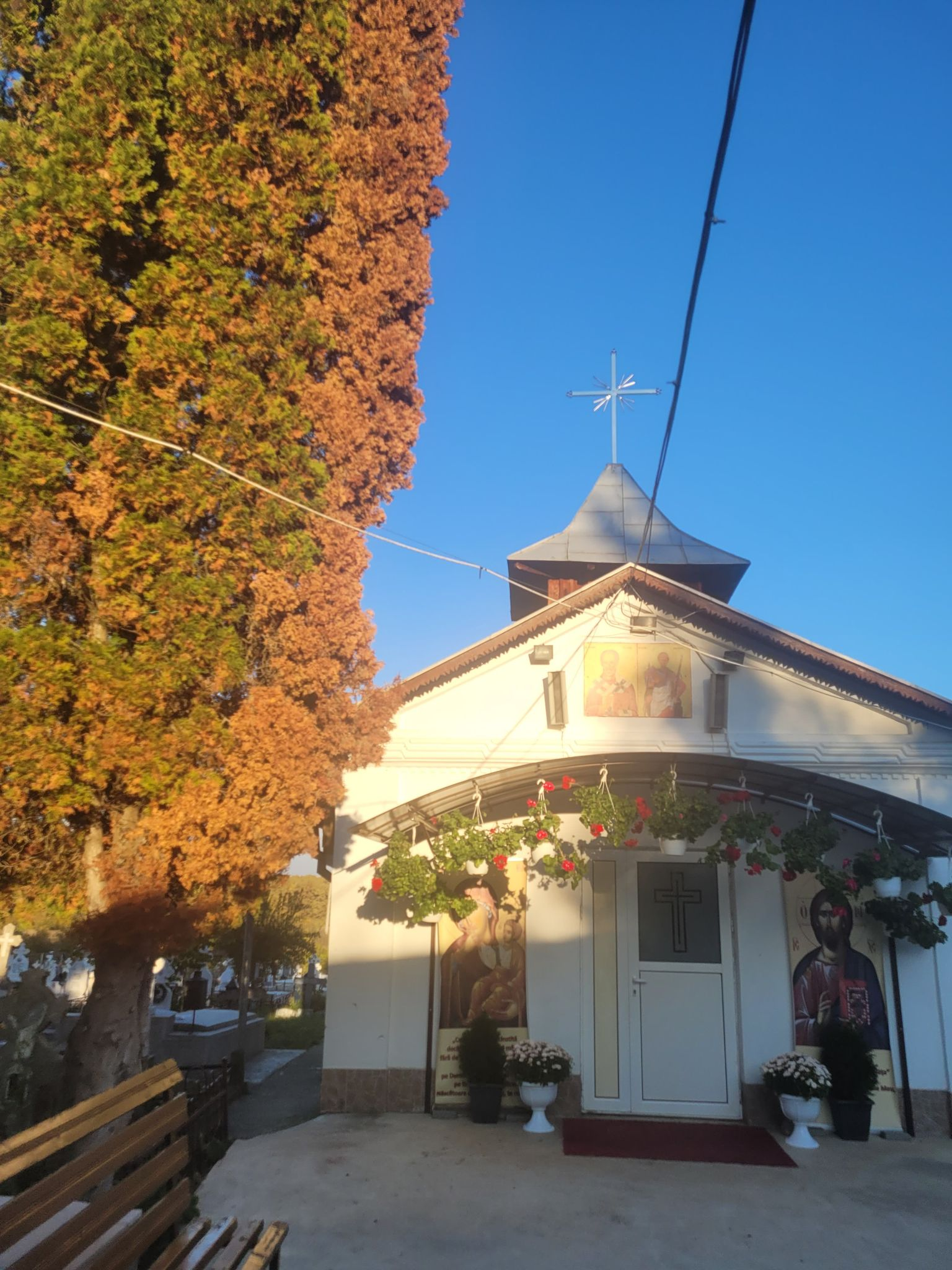